# Långtjärnen (Hammerdals socken, Jämtland, 707205-147991)
Långtjärnen är en sjö i Strömsunds kommun i Jämtland och ingår i Ångermanälvens huvudavrinningsområde.